# طارق ريري
طارق أحمد ريري ( - 14 نوفمبر 2020) إعلامي ومخرج تلفزيوني سعودي، وكيل وزارة الإعلام الأسبق، كما كان رئيسا للقناة الأولى ومساهمًا في تأسيس قناة الإخبارية، وشارك في تأسيس مركز تلفزيون الشرق الأوسط mbc.

## وصلة خارجية
- طارق ريري على قاعدة بيانات الأفلام العربية.